# (254846) Csontváry
(254846) Csontváry, désignation internationale (254846) Csontvary, est un astéroïde de la ceinture principale.

## Description
(254846) Csontvary est un astéroïde de la ceinture principale. Il fut découvert le 5 septembre 2005 à Piszkesteto par Krisztián Sárneczky. Il présente une orbite caractérisée par un demi-grand axe de 2,86 UA, une excentricité de 0,07 et une inclinaison de 5,1° par rapport à l'écliptique.

## Compléments